# Квалификације за Свјетско првенство у фудбалу 2022 — ОФК први круг
Квалификације за Свјетско првенство у фудбалу 2022 — ОФК први круг, био је први круг ОФК квалификација за Свјетско првенство 2022. Требало је да учествује 11 држава, али су четири одустале прије почетка, док је једна одустала након што је одиграла једну утакмицу у групној фази. Из првог круга, четири репрезентације пласирале су се у други круг, одакле се побједник пласирао у Међуконтинентални бараж, гдје је играо против репрезентације из друге конфедерације за пласман на Свјетско првенство.
Први круг је требало да почне у септембру 2020. али је због пандемије ковида 19 одлаган неколико пута, након чега је игран у Катару као турнир, од 17. до 30. марта 2022. године. У квалификационој утакмици, међусобно су играле двије најслабије рангиране репрезентације на ФИФА ранг листи, након чега су формиране двије групе.

## Формат
Након што је почетак одложен због корона вируса, ОФК је у новембру 2021. објавио формат по којем ће се играти први круг. У квалификационој утакмици требало је да играју двије најслабије рангиране репрезентације на ФИФА ранг листи, гдје би се побједник пласирао у групну фазу, али је Тонга одустала од такмичења и Кукова Острва су прошла даље. У првом кругу, формиране су двије групе са по четири репрезентације, које су међусобно играле само по једну утакмицу, а из обје групе су по двије првопласиране екипе прошле у други круг. 

## Квалификациона утакмица
Квалификациона утакмица је требало да буде одиграна између Тонге и Кукових Острва, двије најслабије рангиране репрезентације, како би се одредило ко ће бити осми учесник групне фазе. Тонга је одустала од играња због ерупције вулкана и цунамија, због чега су се Кукова Острва пласирала у групну фазу.
| Тим #1 | Резултат    | Тим #2        |
| ------ | ----------- | ------------- |
| Тонга  | није играно | Кукова Острва |

### Меч
| Тонга | није играно                      | Кукова Острва |
| ----- | -------------------------------- | ------------- |
|       | Извјештај (ФИФА) Извјештај (ОФК) |               |

## Групна фаза
Седам најбоље пласираних репрезентација које су учествовале у квалификацијама, пласирали су се директно у групну фазу, гдје им се придружио побједник квалификационе утакмице. Репрезентације су биле подијељене у двије групе са по четири тима. Свако је играо са сваким по једном, по систему разигравања, а двије првопласиране екипе прошле су у полуфинале.

### Жријеб
Жријеб за групну фазу одржан је у Цириху 29. новембра 2021. године, у 21.00 по средњоевропском времену, односно у 9.00 по времену на Новом Зеланду. Жријеб је одржан прије планираног играња квалификационе утакмице и није била позната осма репрезентација. Прво су извлачени тимови из другог, па из првог шешира, који су смјештани прво у групу А а затим у групу Б. Прва два извучена тима постављена су на позицију 4, наредна два на позицију 3, а два из првог шешира на позицију два. Двије најбоље рангиране репрезентације, Нови Зеланд и Соломонова Острва, постављени су на позицију 1, како не би били извучени у истој групи.
| Шешир 1                                                                                  | Шешир 2                                                                                         |
| ---------------------------------------------------------------------------------------- | ----------------------------------------------------------------------------------------------- |
| 1. Нови Зеланд (110) 2. Соломонова Острва (141) 3. Нова Каледонија (153) 4. Тахити (159) | 1. Фиџи (161) 2. Вануату (163) 3. Папуа Нова Гвинеја (164) 4. Побједник квалификационе утакмице |

### Састав група
| Поз. | Репрезентација    |
| ---- | ----------------- |
| А1   | Соломонова Острва |
| А2   | Тахити            |
| А3   | Вануату           |
| А4   | Кукова Острва     |

| Поз. | Репрезентација     |
| ---- | ------------------ |
| Б1   | Нови Зеланд        |
| Б2   | Нова Каледонија    |
| Б3   | Фиџи               |
| Б4   | Папуа Нова Гвинеја |

Утакмице по колима су такође одређене на жријебу:
| Коло   | Датуми            | Утакмице |
| ------ | ----------------- | -------- |
| 1 коло | 17–18. март 2022. | 4—1, 2—3 |
| 2 коло | 20–21. март 2022. | 1—3, 4—2 |
| 3 коло | 24. март 2022.    | 1—2, 3—4 |

### Група А
| Кукова Острва | не рачуна се (0:2)               | Соломонова Острва    |
| ------------- | -------------------------------- | -------------------- |
|               | Извјештај (ФИФА) Извјештај (ОФК) | Кауа 20’ · Хоу 45+1’ |

| Тахити | није играно                      | Вануату |
| ------ | -------------------------------- | ------- |
|        | Извјештај (ФИФА) Извјештај (ОФК) |         |

| Кукова Острва | није играно                      | Тахити |
| ------------- | -------------------------------- | ------ |
|               | Извјештај (ФИФА) Извјештај (ОФК) |        |

| Соломонова Острва | није играно                      | Вануату |
| ----------------- | -------------------------------- | ------- |
|                   | Извјештај (ФИФА) Извјештај (ОФК) |         |

| Вануату | није играно                      | Кукова Острва |
| ------- | -------------------------------- | ------------- |
|         | Извјештај (ФИФА) Извјештај (ОФК) |               |

| Соломонова Острва                | 3 : 1                            | Тахити    |
| -------------------------------- | -------------------------------- | --------- |
| Леаи 20’ · Леаи 52’ · Леаи 90+6’ | Извјештај (ФИФА) Извјештај (ОФК) | Техау 26’ |

| Мјесто | Екипа             | Играно | Победа | Неријешено | Пораза | Дао гол. | При. гол. | Гол-разлика | Бодови |
| ------ | ----------------- | ------ | ------ | ---------- | ------ | -------- | --------- | ----------- | ------ |
| 1.     | Соломонова Острва | 1      | 1      | 0          | 0      | 3        | 1         | +2          | 3      |
| 2.     | Тахити            | 1      | 0      | 0          | 1      | 1        | 3         | -2          | 0      |
| 3.     | Кукова Острва     | 0      | 0      | 0          | 0      | 0        | 0         | 0           | 0      |
| 4.     | Вануату           | 0      | 0      | 0          | 0      | 0        | 0         | 0           | 0      |

### Група Б
| Папуа Нова Гвинеја | 0 : 1                            | Нови Зеланд |
| ------------------ | -------------------------------- | ----------- |
|                    | Извјештај (ФИФА) Извјештај (ОФК) | Вејн 75’    |

| Нова Каледонија | 1 : 2                            | Фиџи                      |
| --------------- | -------------------------------- | ------------------------- |
| Ветрија 78’     | Извјештај (ФИФА) Извјештај (ОФК) | Налаубу 11’ · Налаубу 89’ |

| Папуа Нова Гвинеја | 1 : 0                            | Нова Каледонија |
| ------------------ | -------------------------------- | --------------- |
| Семи 8’            | Извјештај (ФИФА) Извјештај (ОФК) |                 |

| Нови Зеланд                                      | 4 : 0                            | Фиџи |
| ------------------------------------------------ | -------------------------------- | ---- |
| Вуд 45’ · Вуд 73’ · Џаст 71’ · Луис 90+3’ (пен.) | Извјештај (ФИФА) Извјештај (ОФК) |      |

| Нови Зеланд                                                                                  | 7 : 1                            | Нова Каледонија |
| -------------------------------------------------------------------------------------------- | -------------------------------- | --------------- |
| Грејв 8’ · Роџерсон 36’ (пен.) · Грејв 45+2’ · Де Јонг 75’ · Туилома 81’ · Вуд 83’ · Вуд 89’ | Извјештај (ФИФА) Извјештај (ОФК) | Сејко 12’       |

| Фиџи            | 1 : 2                            | Папуа Нова Гвинеја    |
| --------------- | -------------------------------- | --------------------- |
| Варанаивалу 12’ | Извјештај (ФИФА) Извјештај (ОФК) | Кепо 45+2’ · Семи 63’ |

| Мјесто | Екипа              | Играно | Победа | Неријешено | Пораза | Дао гол. | При. гол. | Гол-разлика | Бодови |
| ------ | ------------------ | ------ | ------ | ---------- | ------ | -------- | --------- | ----------- | ------ |
| 1.     | Нови Зеланд        | 3      | 3      | 0          | 0      | 12       | 1         | +11         | 9      |
| 2.     | Папуа Нова Гвинеја | 3      | 2      | 0          | 1      | 3        | 2         | +1          | 6      |
| 3.     | Фиџи               | 3      | 0      | 2          | 3      | 7        | 0         | 3           |        |
| 4.     | Нова Каледонија    | 3      | 0      | 0          | 3      | 2        | 10        | -8          | 0      |

## Репрезентације које су се пласирале у други круг
| Соломонова Острва | Француска Полинезија | Нови Зеланд    | Папуа Нова Гвинеја |
| Соломонова Острва | Тахити               | Нови Зеланд    | Папуа Нова Гвинеја |
| 1. Група А        | 2. Група А           | 1. Група Б     | 2. Група Б         |
| 24. март 2022.    | 24. март 2022.       | 24. март 2022. | 24. март 2022.     |